# سيلاس جاربر
سيلاس جاربر (بالإنجليزية: Silas Garber)‏ هو قاضي وسياسي أمريكي، ولد في 21 سبتمبر 1833 في مقاطعة لوغان في الولايات المتحدة، وتوفي في 12 يناير 1905 في ريد كلاود في الولايات المتحدة. حزبياً، نشط في الحزب الجمهوري. وقد انتخب حاكم نبراسكا ‏.